# Benaiac
Benais (en francès Benest) és un municipi occità, situat al departament del Charente i a la regió de la Nova Aquitània. L'any 2007 tenia 364 habitants.

## Demografia

### Població
El 2007 la població de fet de Benais era de 364 persones. Hi havia 164 famílies de les quals 60 eren unipersonals (16 homes vivint sols i 44 dones vivint soles), 60 parelles sense fills, 36 parelles amb fills i 8 famílies monoparentals amb fills.
La població ha evolucionat segons el següent gràfic:
Habitants censats

### Habitatges
El 2007 hi havia 328 habitatges, 175 eren l'habitatge principal de la família, 106 eren segones residències i 46 estaven desocupats. 322 eren cases i 2 eren apartaments. Dels 175 habitatges principals, 152 estaven ocupats pels seus propietaris, 20 estaven llogats i ocupats pels llogaters i 3 estaven cedits a títol gratuït; 8 tenien dues cambres, 18 en tenien tres, 47 en tenien quatre i 102 en tenien cinc o més. 131 habitatges disposaven pel capbaix d'una plaça de pàrquing. A 82 habitatges hi havia un automòbil i a 68 n'hi havia dos o més.

### Piràmide de població
La piràmide de població per edats i sexe el 2009 era:
| Homes | Edats   | Dones |
| ----- | ------- | ----- |
| 0     | 95 o +  | 0     |
| 4     | 90 a 94 | 0     |
| 0     | 85 a 89 | 4     |
| 8     | 80 a 84 | 12    |
| 16    | 75 a 79 | 20    |
| 20    | 70 a 74 | 12    |
| 12    | 65 a 69 | 20    |
| 4     | 60 a 64 | 16    |
| 16    | 55 a 59 | 12    |
| 8     | 50 a 54 | 4     |
| 20    | 45 a 49 | 12    |
| 24    | 40 a 44 | 0     |
| 8     | 35 a 39 | 20    |
| 4     | 30 a 34 | 16    |
| 4     | 25 a 29 | 0     |
| 4     | 20 a 24 | 8     |
| 4     | 15 a 19 | 4     |
| 20    | 10 a 14 | 8     |
| 20    | 5 a 9   | 4     |
| 8     | 0 a 4   | 0     |

## Economia
El 2007 la població en edat de treballar era de 205 persones, 109 eren actives i 96 eren inactives. De les 109 persones actives 105 estaven ocupades (59 homes i 46 dones) i 4 estaven aturades (4 dones i 4 dones). De les 96 persones inactives 54 estaven jubilades, 15 estaven estudiant i 27 estaven classificades com a «altres inactius».

### Ingressos
El 2009 a Benest hi havia 166 unitats fiscals que integraven 350 persones, la mediana anual d'ingressos fiscals per persona era de 13.195 €.

### Activitats econòmiques
Dels 17 establiments que hi havia el 2007, 1 era d'una empresa extractiva, 1 d'una empresa alimentària, 1 d'una empresa de fabricació d'altres productes industrials, 5 d'empreses de construcció, 1 d'una empresa de comerç i reparació d'automòbils, 1 d'una empresa de transport, 1 d'una empresa d'hostatgeria i restauració, 2 d'empreses financeres, 3 d'empreses de serveis i 1 d'una empresa classificada com a «altres activitats de serveis».
Dels 9 establiments de servei als particulars que hi havia el 2009, 1 era una oficina de correu, 1 taller de reparació d'automòbils i de material agrícola, 3 paletes, 1 guixaire pintor, 1 lampisteria, 1 perruqueria i 1 restaurant.
L'únic establiment comercial que hi havia el 2009 era una fleca.
L'any 2000 a Benest hi havia 24 explotacions agrícoles que ocupaven un total de 1.360 hectàrees.

## Equipaments sanitaris i escolars
El 2009 hi havia una escola elemental integrada dins d'un grup escolar amb les comunes properes formant una escola dispersa.

## Poblacions més properes
El següent diagrama mostra les poblacions més properes.